# Lester F. Scott Jr.
Pour les articles homonymes, voir Scott.
Lester F. Scott Jr. est un producteur de cinéma américain né en 1883 et mort le 16 avril 1954 à Mesa (Arizona).

## Biographie
Un des piliers de Poverty Row, il produit avec sa société Action Pictures de nombreux films de série B, et notamment des westerns de Richard Thorpe avec Wally Wales, Jay Wilsey (alias Buffalo Bill Jr.) ou Buddy Roosevelt.

## Filmographie partielle

### Comme producteur
- 1924 : Cyclone Buddy de Alan James
- 1924 : Thundering Romance de Richard Thorpe
- 1924 : Bringin' Home the Bacon de Richard Thorpe
- 1924 : Rip Roarin' Roberts de Richard Thorpe
- 1924 : Hard-Hittin' Hamilton de Richard Thorpe
- 1924 : Walloping Wallace de Richard Thorpe
- 1924 : Biff Bang Buddy de Lloyd Ingraham
- 1924 : Fast and Fearless de Richard Thorpe
- 1924 : Battling Buddy de Richard Thorpe
- 1924 : Rarin' to Go de Richard Thorpe
- 1924 : Rough Ridin' de Richard Thorpe
- 1925 : A Streak of Luck de Richard Thorpe
- 1925 : Saddle Cyclone de Richard Thorpe
- 1925 : The Desert Demon de Richard Thorpe
- 1925 : The Galloping Jinx de Robert Eddy
- 1925 : Tearin' Loose de Richard Thorpe
- 1925 : Quicker'n Lightnin' de Richard Thorpe
- 1925 : Double Action Daniels de Richard Thorpe
- 1925 : Reckless Courage de Richard Thorpe
- 1925 : On the Go de Richard Thorpe
- 1925 : Fast Fightin' de Richard Thorpe
- 1925 : Full Speed de Richard Thorpe
- 1925 : Gold and Grit de Richard Thorpe
- 1926 : Bad Man's Bluff de Alan James
- 1926 : The Bandit Buster de Richard Thorpe
- 1926 : Ace of Action de William Bertram
- 1926 : The Ramblin' Galoot de Frederick Bain
- 1926 : Un bon business (The Bonanza Buckaroo) de Richard Thorpe
- 1926 : Twisted Triggers de Richard Thorpe
- 1926 : Un jeune homme de la ville (The Dangerous Dub) de Richard Thorpe
- 1926 : Rawhide de Richard Thorpe
- 1926 : Easy Going de Richard Thorpe
- 1926 : Twin Triggers de Richard Thorpe
- 1926 : Tangled Herds de William Bertram
- 1926 : Trumpin' Trouble de Richard Thorpe
- 1926 : Roaring Rider de Richard Thorpe
- 1927 : Le Désert des damnés (The Desert of the Lost) de Richard Thorpe
- 1927 : Roarin' Broncs de Richard Thorpe
- 1927 : The Obligin' Buckaroo de Richard Thorpe
- 1927 : Ride 'Em High de Richard Thorpe
- 1927 : The Soda Water Cowboy de Richard Thorpe
- 1927 : The Phantom Buster de William Bertram
- 1927 : Skedaddle Gold de Richard Thorpe
- 1927 : Pals in Peril de Richard Thorpe
- 1927 : Code of the Cow Country de Oscar Apfel
- 1927 : The Ridin' Rowdy de Richard Thorpe
- 1927 : The Fightin' Comeback de Tenny Wright
- 1927 : Tearin' Into Trouble de Richard Thorpe
- 1927 : The Galloping Gobs de Richard Thorpe
- 1927 : Between Dangers de Richard Thorpe
- 1927 : The Cyclone Cowboy de Richard Thorpe
- 1928 : Flyin' Buckaroo de Richard Thorpe
- 1928 : Saddle Mates de Richard Thorpe
- 1928 : The Ballyhoo Buster de Richard Thorpe
- 1929 : Border Romance de Richard Thorpe
- 1933 : Secrets of Hollywood de George M. Merrick
- 1934 : The Oil Raider de Spencer Gordon Bennet
- 1934 : The Fighting Rookie de Spencer Gordon Bennet
- 1934 : Badge of Honor de Spencer Gordon Bennet
- 1935 : Get That Man (en) de Spencer Gordon Bennet
- 1935 : Rescue Squad de Spencer Gordon Bennet
- 1935 : Calling All Cars de Spencer Gordon Bennet
- 1939 : Daughter of the Tong de Bernard B. Ray